# ミラキャラバン
MIRACARAVANは、日本の4人組ロックバンド。ミラキャラバン。

## 概要
これまで様々な名義で活動してきたやひろを中心に結成。ノリで告知なしライブをすることが多い。

## メンバー
山田
ボーカル、ギター、ピアニカ、バンジョー、カズー、企画担当。また、全楽曲の作詞・作曲も務める。同姓同名のミュージシャンがいる。
中村
ギター、コーラス、ドライバー担当。俳優としても活動。
若林
ドラム、コーラス、被写体、キャスティングディレクター担当。

## 略歴
2017年5月　楽曲「笑えばいいと思うよ」がAbema TVみのもんたのよるバズ!のエンディングテーマに起用。
2017年7月12日　1st SINGLE「大発見はとまらない」より「もしも歌がうまかったら」のミュージックビデオが公開。
2017年7月19日　「大発見はとまらない」が発売。
2017年7月23日　えびな市民まつりのメインステージに出演。
2017年8月20日　CD Jornal9月号に1st SINGLE「大発見はとまらない」のレビューが掲載。
2017年9月　千葉テレビ「MUSE9」のオープニングテーマに「そらみみ」が起用。
2017年11月5日　1st SINGLE「大発見はとまらない」より「そらみみ」のミュージックビデオが公開。
2017年11月27日　初の自主企画「ジャン＝ピエール・ポルナレフ」を渋谷にて開催。
2018年5月11日　下北沢mona records監修・配信限定コンピ『mona SUITE SPOT』に楽曲「いつも大切にしたい優しさを」が収録。
2018年7月22日　えびな市民2018　オープニングアクト担当。
2018年8月　飲みの勢いで企画した午後の紅茶movieシリーズを公開。
2018年8月13日　「トゥーファーザー」のミュージックビデオが公開。

## ミュージックビデオ
| 曲名                       | URL                                         |
| -------------------------- | ------------------------------------------- |
| 「もしも歌がうまかったら」 | https://www.youtube.com/watch?v=Prv84WtGjF0 |
| 「そらみみ」               | https://www.youtube.com/watch?v=BHuI3oacrfo |
| 「トゥーファーザー」       | https://www.youtube.com/watch?v=V4bs-ytQ_Tg |